# Eonaphis euphorbiae
Eonaphis euphorbiae är en insektsart. Eonaphis euphorbiae ingår i släktet Eonaphis och familjen långrörsbladlöss. Inga underarter finns listade i Catalogue of Life.